# Jutta Arztmann
Jutta Arztmann (* 12. Jänner 1965) ist eine österreichische Politikerin (parteifrei, zuvor FPÖ bzw. FPK bzw. BZÖ) und Hoteldirektorin. Arztmann war von 2009 bis 2013 Abgeordnete zum Kärntner Landtag und vom 15. März 2017 bis zum 11. April 2018 als Nachfolgerin von Gerhard Dörfler vom Kärntner Landtag entsandtes Mitglied des österreichischen Bundesrats.

## Ausbildung und Beruf
Arztmann besuchte vier Jahre die Volksschule in Patergassen und im Anschluss vier Jahre die Hauptschule in Feldkirchen. Danach wechselte sie an die HBLA für wirtschaftliche Berufe in Klagenfurt, die sie nach fünf Jahren 1985 mit der Matura beendete. Arztmann war anschließend von 1985 bis 1986 als Direktionsassistentin beschäftigt und arbeitete von Oktober 1986 bis Oktober 1987 als Sachbearbeiterin bei Leeb Balkone in Gnesau. Danach war sie von Oktober 1987 bis Jänner 1992 als Marketingleiterin für Basic Computer in Klagenfurt tätig. Von Jänner 1992 bis März 1994 war Arztmann in Karenz und als freie Mitarbeiterin der Werbeagentur Mautendorfer aktiv. Im Weiteren arbeitete sie zwischen 1995 und 2000 als Direktionsassistentin im Hotel Birkenhof. Nach dieser Zeit wechselte sie beruflich in den politischen Bereich. Sie war von 2001 bis 2002 Pressereferentin des FPÖ-Landtagsklubs und von 2002 bis 2003 Sachbearbeiterin der FPÖ Landesgeschäftsstelle in Klagenfurt. Ab 2003 war Arztmann Bezirksgeschäftsführerin der Freiheitlichen in Feldkirchen, ehe die Landespartei diesen Posten einsparte. Im Mai 2014 übernahm sie die Leitung des neu errichteten JUFA-Gästehauses in Knappenberg (Hüttenberg).

## Politischer Werdegang
Arztmann war ab 1997 Mitglied des Gemeinderates in Reichenau und wurde 2004 zur Ortsparteiobfrau der FPÖ Patergassen-Reichenau gewählt. Sie trat wie der Großteil der Funktionäre der FPÖ Kärnten im Zuge der Parteispaltung 2005 zum BZÖ über und wurde bei der Landtagswahl 2009 in den Kärntner Landtag gewählt. Seit der am 16. Dezember 2009 angekündigten Kooperation der Freiheitlichen in Kärnten mit der FPÖ auf Bundesebene ist Arztmann Mitglied der Freiheitlichen in Kärnten. Nach der Angelobung im Kärntner Landtag am 31. März 2009 übernahm Arztmann die Funktion der Bereichssprecherin für Kindergarten, Gleichbehandlung und Gesundheit im Freiheitlichen Landtagsklub. Nachdem sich der Kärntner Landtag im Jahr 2013 nach zahlreichen Korruptionsskandalen selbst auflöste und damit eine vorgezogene Neuwahl des Landtags durchgeführt werden musste, bei der die Freiheitlichen überaus starke Verluste hinnehmen mussten, schied Jutta Arztmann mit der Angelobung des neuen Landtags aus diesem aus.
Sie wurde in der Folge vom neu gewählten Landtag als FPÖ-Ersatzmitglied für den österreichischen Bundesrat gewählt. Nachdem der vormalige Landeshauptmann Gerhard Dörfler im Jahr 2017 aufgrund einer strafrechtlichen Anklage auf sein Bundesratsmandat verzichtet hatte, rückte Jutta Arztmann als Ersatzmitglied automatisch auf das frei gewordene Kärntner Bundesratsmandat nach. Dem vorausgegangen war allerdings eine Ankündigung der FPÖ Kärnten, dass Dietmar Rauter, der Bürgermeister von St. Urban, neues Bundesratsmitglied werden sollte. Da das nicht mit der vor Rauter gereihten Jutta Arztmann im Vorfeld besprochen worden war, verzichtete sie allerdings nicht wie von der Partei vorgesehen auf ihr Mandat, sondern nahm es formal durch das Nicht-Unterzeichnen einer Verzichtserklärung an. Gleichzeitig trat sie aus Protest aus der FPÖ aus und wurde damit parteifreies Mitglied des Bundesrats ohne Fraktionszugehörigkeit. Nach der Landtagswahl in Kärnten 2018 schied sie aus dem Bundesrat aus.

## Privatleben
Arztmann ist Mutter einer Tochter und lebt in Patergassen.